# Bonyifatyij Mihajlovics Kedrov
Bonyifatyij Mihajlovics Kedrov (cirill betűkkel Бонифатий Михайлович Кедров) (Jaroszlavl, 1903. december 10. – Moszkva, 1985. szeptember 10.) orosz filozófus, tudománytörténész, fizikokémikus, a Magyar Tudományos Akadémia tiszteleti tagja. Mihail Szergejevics Kedrov (1878–1941) kommunista politikus fia.

## Életútja
1930-ban szerzett vegyészdiplomát a Moszkvai Állami Egyetemen, majd 1930 és 1932 között a Vörös Professzorok Intézetében tanult. 1935-ben lépett be a Szovjetunió Kommunista Pártjába, s az elkövetkező években pártfunkcionáriusként dolgozott. A második világháború éveiben, 1941-től 1945-ig a Vörös Hadsereg katonájaként harcolt. 1945 és 1949, majd 1958 és 1962 között a Szovjet Tudományos Akadémia Filozófiai Intézetének volt tudományos munkatársa. Ezzel párhuzamosan 1946-tól 1958-ig a Szovjetunió Kommunista Pártja Központi Bizottságának Akadémiáján oktatott professzori címmel. 1962-től 1972-ig a Természettudomány- és Technikatörténeti Intézet igazgatójaként tevékenykedett. 1971-től ismét tanított a Központi Bizottság Akadémiáján. 1973-ban kinevezték a Filozófiai Intézet igazgatójává. Posztjától egy évvel később – kegyvesztettként – megvált, s életének utolsó éveiben ismét a Természettudomány- és Technikatörténeti Intézetben folytatta kutatómunkáját.

## Munkássága
Elméleti munkássága homlokterében a tudományfilozófia, főként a természettudományok filozófiai és tudománytörténeti kérdései álltak. A marxista-leninista dialektikus materializmus szempontrendszere alapján vizsgálta a tudományok, a tudományos fejlődés és a tudományos forradalmak társadalmi környezetét és ismeretelméleti alapjait. Eredményei alapján kísérletet tett a tudományok felosztására és hierarchiájának meghatározására. Felvázolta a 16–17. század tudományos és technikai fejlődésének természetrajzát, külön is áttekintette a kémia történetét, s elvégezte a tudományág múltjának korszakolását. Behatóan foglalkozott Mengyelejev munkásságával, illetve a periódusos rendszer történetével.
Fizikokémiai kutatásai és elméleti munkái a Gibbs-paradoxon interpretálására, John Dalton atomisztikus szemléletének revíziójára irányultak, emellett termodinamikai és statisztikai fizikai kérdésekkel is foglalkozott.

## Társasági tagságai és elismerései
1966-tól a Szovjet Tudományos Akadémia rendes, 1965-től a Jugoszláv Tudományos Akadémia külső, 1972-től a Bolgár Tudományos Akadémia külső, 1973-tól a Magyar Tudományos Akadémia tiszteleti tagja volt.

## Főbb művei
- О количественных и качественных изменениях в природе. Москва, 1946
- Атомистика Дальтона. Москва–Ленинград, 1949
- A dialektikus materializmus és az anyaggal kapcsolatos legújabb felfedezések. Budapest, 1955
- Эволюция понятия элемента в химии. Москва, 1956
- День одного великого открытия. Москва, 1958
- Философский анализ первых трудов Д. И. Менделеева о периодическом законе. Москва, 1959
- Классификация наук I–II. Москва, 1961–1965
- Единство диалектики, логики и теории познания. Москва, 1963
- Предмет и взаимосвязь естественных наук. Москва, 1964
Magyarul: A természettudományok tárgya és kölcsönös kapcsolata. Budapest, 1965
- Три аспекта атомистики I–III. Москва, 1969
- В. И. Ленин и революция в естествознании XX века. Москва, 1969
Magyarul: Forradalmak a természettudományban. Budapest, 1983
- Энгельс и диалектика естествознания. Москва, 1970

## Magyarul
- Engels Frigyes A természet dialektikája c. művéről; ford. Nyírő József; Szikra, Bp., 1952 (Marxista ismeretek kiskönyvtára)
- A dialektikus materializmus és az anyaggal kapcsolatos legújabb felfedezések; Szikra, Bp., 1955 (Népszerű filozófiai füzetek)
- A "tagadás tagadásának" törvénye; Politikai, Bukarest, 1957
- A természettudományok tárgya és kölcsönös kapcsolata; ford. Siklósi Mihály; Kossuth, Bp., 1965 (Dialektikus materializmus és a modern természettudomány)
- Forradalmak a természettudományban; ford. Zalai Edvin; Kossuth, Bp., 1983